# Aga Mohammed Khan
Aga Mohammed Khan oder Agha Mohammad Chan Qadschar (persisch آغا محمد خان قاجار, DMG Āġā Moḥammad Ḫān-e Qāǧār [ɔːˈγɔː moɦæˈmːæd xɔːn], auch آغا محمد شاه قاجار, DMG Āġā Moḥammad Šāh-e Qāǧār, geboren 1742 in Astarabad; gestorben am 17. Juni 1797 in Şuşa) war Schah von Persien. Er galt als energisch und klug, zugleich auch als extrem grausam. Die von ihm begründete Kadscharen-Dynastie regierte Persien bis 1925.

## Leben
Mohammed Khan entstammt dem turkmenischen Stamm der Qavānlū (auch Qoyunlū genannt) aus Nordiran, der früher in Aserbaidschan lebte. Die Qavānlū waren ein Unterstamm der Kadscharen, sein Vater Mohammad Hasan Khan war Stammesführer der Qavānlū in Astarabad. Während der Herrschaft Nadir Schahs verlor der Stamm seine Macht. Nach dessen Tod versuchte der Vater Aga Mohammed Khans Astarabad zu erobern und seine alte Machtposition zurückzugewinnen. Nadir Schahs Nachfolger Adil Schah konnte in den folgenden Auseinandersetzungen den vierjährigen Mohammed Khan gefangen nehmen. Auf Befehl Adil Schahs wurde Mohammed Khan im Alter von fünf oder sechs Jahren kastriert, um ihn als zukünftigen politischen Rivalen auszuschalten.
1758 wurde Mohammed Khan Stammeschef der Qavanlu. In den durch den Untergang der Afschariden ausgelösten Nachfolgekämpfen wurde der Vater Mohammed Khans durch die Zand-Fürsten 1759 besiegt und getötet. Aga Mohammed Khan und sein Bruder wurden zu Flüchtlingen. 1762 wurde er gefangen genommen und nach Teheran und später nach Schiras gebracht. Dort lebte er 16 Jahre als Geisel, konnte aber 1779 entkommen.
Im Streit um die Nachfolge von Karim Khan-e Zand begann Aga Mohammed Khan eine Rebellion und errang schließlich den Sieg über seine Konkurrenten. 1788 besetzte er Schiras. Sechs Monate lang belagerte er die Stadt Kerman. Nach deren Einnahme 1794 richtete er ein Massaker unter der Zivilbevölkerung an, das einmalig in der Geschichte Persiens ist. Die zahlenmäßigen Angaben über das Massaker sind nicht eindeutig, manche Quellen sprechen von 7.000 männlichen Einwohnern, denen die Augen herausgerissen wurden. Andere behaupten, 20.000 Männer seien geblendet, 900 Männer enthauptet und 20.000 weibliche Einwohner und Kinder in die Sklaverei verkauft worden. Die Grausamkeit Mohammed Khans hat sich in das kollektive Gedächtnis der Perser eingeprägt und der Hass auf den Begründer der Kadscharendynastie ist bis heute lebendig. Kurz nachdem Mohammed Khan Kerman erobert hatte, nahm er den letzten Regenten der Zand-Dynastie, Lotf Ali Khan, gefangen, ließ ihn foltern und auf grausame Weise töten. Im Frühjahr 1796 krönte er sich zum Schah (persisch Schāhanschāh) und machte Teheran zur persischen Hauptstadt.
Aga Mohammed Khan wollte Irans Macht im Kaukasus wiederherstellen und besetzte 1795 Georgien. Nach der Schlacht von Krtsanisi zerstörte er die Hauptstadt Tiflis und verschleppte 22.000 Georgier als Sklaven. Dies führte 1796 zum Russisch-Persischen Krieg mit Katharina der Großen. Eine russische Invasion mit 40.000 Infanteristen, 22.000 Reitern und 100 Kanonen konnte Aga Mohammed Khan abwehren, nicht zuletzt deshalb, weil sie durch Katharinas Tod abgebrochen wurde. Er eroberte die zentralasiatische Region Chorasan und folterte auch ihren Herrscher, Schah Ruch, zu Tode, um seinen Kronschatz zu erpressen.
Im Juni 1797 eroberte Aga Mohammed Khan die Hauptstadt des Khanats Karabach Şuşa, was er 1795 schon einmal erfolglos versucht hatte. Wenige Tage später fiel er am 17. Juni in seinem Feldlager außerhalb der Stadt einem Anschlag zweier Diener zum Opfer. Vorausgegangen war sein Unmut über zwei seiner Diener, die er zum Tode verurteilt hatte. Da es aber Freitag war, an dem das Freitagsgebet der Muslime stattfindet, verschob er ihre Hinrichtung auf den Samstag und ließ sie ihre Aufgaben weiter verrichten. Aus der Todesangst heraus überrumpelten die zwei Aga Mohammed Khan im Schlaf und töteten ihn. Nachfolger wurde sein Neffe Baba Khan, der sich von da an Fath Ali Schah nannte.

## Beschreibung seiner Persönlichkeit
John Malcolm, ein britischer Vertreter zu dieser Zeit, beschreibt in seiner Geschichte Persiens den Charakter des „Eunuchenschahs“: 

„[…] Die Person dieses Monarchen war so schlank, dass er aus einiger Entfernung wie ein vierzehn- oder fünfzehnjähriger Jugendlicher wirkte. Sein bartloses und zusammengeschrumpftes Gesicht ähnelte dem einer alten und faltigen Frau, und der Ausdruck seines Gesichts, zu keiner Zeit angenehm, war schrecklich, wenn er, wie es sehr oft war, mit Empörung getrübt wurde.… Die erste Leidenschaft seines Geistes war Macht, die zweite Habgier und die dritte Rache. All denen gab er sich im Übermaß hin, und sie ergänzten sich gegenseitig.… Sein Wissen über den Charakter und die Gefühle anderer war wunderbar, und es ist dieses Wissen und sein Talent, all die geheimen Absichten seiner Seele zu verbergen, auf das wir bei seinem außerordentlichen Erfolg bei der Überwindung seiner Feinde verweisen müssen.“